# El bosque (película de 2012)
El bosque (título original: El bosc) es una película española de ciencia ficción, drama y fantasía de 2012, dirigida por Óscar Aibar, escrita por Albert Sánchez Piñol, musicalizada por Alberto García Demestres, en la fotografía estuvo Mario Montero y los protagonistas son María Molins, Àlex Brendemühl y Pere Ponce, entre otros. El filme fue producido por Audiovisual Aval SGR, Fausto Producciones Cinematográficas e Institut Català de les Empreses Culturals (ICEC); se estrenó el 14 de diciembre de 2012.

## Sinopsis
En Matarraña, Ramón y su mujer ocultan un secreto ancestral, no le han dicho a nadie en el pueblo. Próxima a la masía donde viven, dos veces por año se observan unas enigmáticas luces que proceden del bosque que la rodea.